# Bitume modifié
Les bitumes modifiés sont des liants bitumineux dont les propriétés ont été modifiées par l'emploi d'un agent chimique, qui, introduit dans le bitume de base, en modifie la structure chimique et les propriétés physiques et mécaniques. Ils sont utilisés dans le domaine de la route.
Ils sont codifiés dans la norme NF EN 14023. La norme est plutôt une description qu'une véritable classification en fonction de performances.

## Composition
Ils sont préparés avant emploi dans une unité spécialisée. Les agents chimiques comprennent le caoutchouc naturel, les polymères synthétiques, le soufre et certains composés organométalliques. 
Les principaux agents chimiques utilisés dans la modification des bitumes sont :

### Élastomères thermoplastiques
- SBS (Styrène-Butadiène-Styrène). Un bitume modifié par des polymères de type SBS, dénommé Orthoprène, a été utilisé pour fabriquer les enrobés constituant la couche de roulement du viaduc de Millau, extrêmement mince, mais supportant d'importantes sollicitations[1].
- SIS (Styrène-Isoprène-Styrène)
- SBR (copolymère statistique)

### Plastomèresthermoplastiques
- EVA (Éthylène-acétate de vinyle).
- EMA (Éthylène-acrylate de méthyle)
- EBA (Éthylène-acrylate de butyle)
- PIB (Polyisobutylène)

• Latex
- Néoprène, Styrène-butadiène
- Caoutchouc naturel
- Poudrette de caoutchouc

## Les liants modifiés élastomères
On distingue les mélanges physiques et les bitumes élastomères obtenus par réticulation.
Les mélanges physiques sont généralement hétérogènes à une échelle de quelques micromètres. La finesse de la structure des bitumes élastomères va directement intervenir sur la stabilité du mélange à chaud et sur ses propriétés physiques sur toute la gamme de température.
Les bitumes élastomères réticulés ont une structure résultant d'une double forme de liaisons extrêmement fines, de l'ordre du micromètre. Cette réaction est irréversible. Ils ont, par rapport au liant initial, des résistances en traction plus élevées, ainsi que des raideurs et des ductilités augmentées.
La modification du bitume par des élastomères induit des différences de comportement rhéologique. Par rapport au bitume pur, le BmP SBS présente, à basse température, des modules plus faibles, donc une meilleure flexibilité. La situation s'inverse à haute température. Pour un bitume donné, cette modification du comportement rhéologique dépend de la nature et de la teneur en polymères.

## Les liants modifiés plastomères

### Les bitumes copolymères d'éthylène (EVA, EMA et EBA)
Aux faibles teneurs en polymères (< 5 %), la modification des propriétés est due essentiellement à l'augmentation de la teneur en asphaltènes de la phase bitume. Dans ce cas, le choix du bitume d'origine est prépondérant.
Aux fortes teneurs en polymères, on a affaire à un polymère plastifié par une fraction des maltènes du bitume et c'est le choix du polymère qui conditionne les propriétés du liant. On constate une diminution de la pénétrabilité et une forte augmentation de la température bille-anneau.

### Les bitumes copolymères d'éthylène - polyisobutylène (PIB)
L'addition de PIB aux bitumes routiers en diminue la fragilité à froid. L'utilisation conjointe de PIB et d'EVA permet d'améliorer simultanément le comportement à haute et basse température.
À l'exception des liants PIB-EVA, les mélanges bitumes copolymères sont rarement stables au stockage. (Sauf pour des teneurs < 3 % EVA et pour des liants à faible teneur en asphaltènes). Il est nécessaire d'agiter ou de recirculer le liant.

## Les bitumes caoutchouc
Les bitumes caoutchouc non stockables

Fabriqué à partir de poudrette de caoutchouc obtenue par rapage de caoutchouc naturel et synthétique, le bitume caoutchouc présente un caractère élastomère, une haute viscosité à haute température et une bonne flexibilité à basse température.
Les bitumes caoutchouc stockables

Fabriqué à partir de déchets broyés de pneumatiques de camions et de voitures, d'une huile lourde et d'un élastomère synthétique, le bitume caoutchouc présente un très fort allongement à la rupture à basse température.